# Лахар (тиран)
Лахар (др.-греч. Λαχάρης; IV век до н. э. — после 278 года до н. э.) — древнегреческий политик и военачальник.
Около 300 года до н. э. Лахар, будучи командиром контингента наёмников и популярным демагогом, захватил власть в Афинах. Через несколько лет в Аттику прибыло войско Деметрия Полиоркета, который имел все основания считать афинян предателями. В ходе последовавшей осады в городе начался голод. Для выплаты жалования воинам Лахар приказал переплавить храмовые драгоценности, в том числе и созданное Фидием золотое одеяние священной статуи Афины в Парфеноне. Осознав невозможность продолжать сопротивление, Лахар бежал. Дальнейшая его судьба достоверно неизвестна. Предположительно, он ещё участвовал в нескольких военных кампаниях, а затем был арестован в Коронее. Жители города предполагали, что Лахар мог припрятать сокровища афинских храмов. Не получив должной информации, они казнили бывшего афинского тирана.

## Биография

### Правление в Афинах
Античные источники не дают возможности описать ранние годы жизни Лахара. В. Фергюсон отмечал, что имя «Лахар» не было характерным для афинского ономастикона. Одновременно, он считал, что Лахар был афинским гражданином, раз смог добиться высших постов в городе. А. К. Нефёдкин считал, что по происхождению он был фиванцем. В 301 году до н. э. после поражения войска Антигона и его сына Деметрия Полиоркета в битве при Ипсе Народное собрание Афин постановило «не впускать впредь ни одного царя внутрь стен города». По сути, это был отказ от поддержки Деметрия Полиоркета, которому до этого оказывали божественные почести и даже выделили для проживания часть Парфенона. В это же время в Афинах начался голод. На этом фоне власть в городе захватил Лахар, который был не только популярным афинским демагогом, но и руководил отрядом наёмников.
Смена власти в Афинах произошла при содействии царя Македонии Кассандра. Учитывая, что Кассандр умер в 297 году до н. э., Лахар мог прийти к власти между 301 и 297 годами до н. э. В одном из папирусов указано, что знаменитый драматург Менандр написал комедию «Жители Имброса» во время архонтата Никокла 302/301 года до н. э. для представления на Великих Дионисиях, однако не смог выступить «из-за тирана Лахара». Х. Хабихт считал, что речь шла о празднике 300 года до н. э., который не состоялся из-за неурядиц во время смены власти. По другой версии, Лахар запретил постановку комедии Менандра, так как считал автора своим политическим оппонентом.
В одном из Оксиринхских папирусов содержится фрагментарная хроника о смуте в Афинах, в результате которой власть в городе получил Лахар. В афинской коллегии стратегов произошла ссора между командиром наёмников Лахаром и стратегом гоплитов Харием. Харий укрылся на Акрополе, однако вскоре был вынужден сдаться. Вместе с тремя своими приспешниками, возможно также стратегами, он был приговорён к смертной казни, а власть в городе захватил Лахар. Х. Хабихт отмечал, что осуждение Хария с сообщниками было проведено согласно вековых демократических процедур. У. Карштедт считал, что Лахар стал тираном уже после смерти Кассандра, когда отменил сборы пританов.

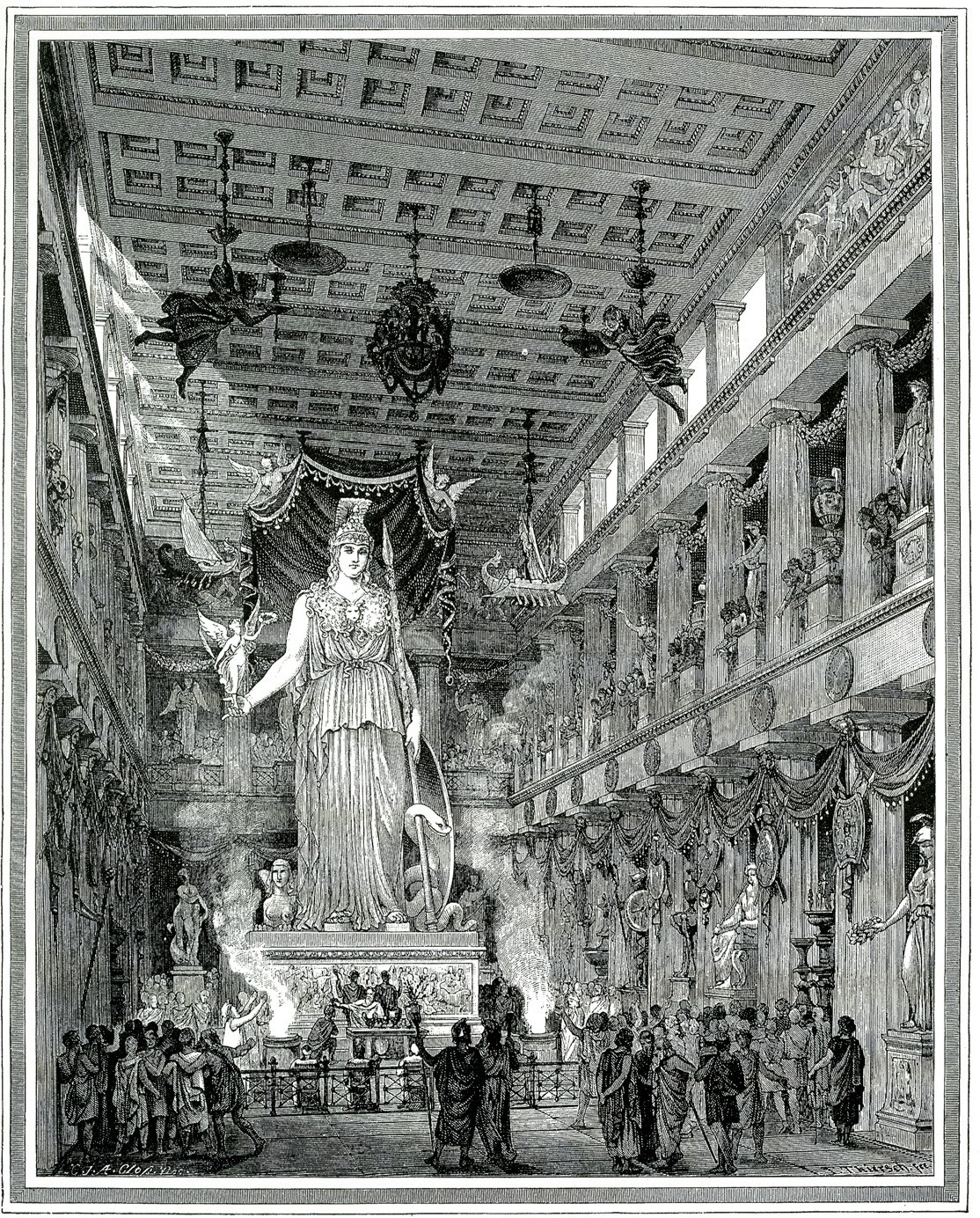
Статуя Афины Парфенос, с которой Лахар снял золотое одеяние. Гравюра Якоба фон Фальке, 1887 год

Победа Лахара над Харием была неполной, так как отряд Хария, которому пообещали свободный выход, вместе с частью граждан захватили прибрежный город рядом со столицей Пирей. Предположительно антилахаровскими силами в Пирее командовал Олимпиодор. В самих Афинах восстание было подавлено, а его зачинщики убиты. Лахар приобрёл неограниченную власть, подконтрольные ему отряды заняли Акрополь, а в самих Афинах в начале своего правления он пользовался поддержкой демоса. Не позже 296 года до н. э. в Аттику прибыло войско Деметрия Полиоркета, который стремился вновь овладеть Афинами. Первая попытка завладеть городом была неудачной. Однако, уже весной 295 года до н. э. он смог захватить острова Саламин и Эгину, а также укрепления Элевсина, Рамнунта и Мунихия. В блокированных с суши и с моря Афинах начался голод. Согласно Плутарху, Эпикур со своими учениками поштучно делили фасолинки, а отец подрался с сыном за обладание дохлой мышью. Сам тиран вёл подчёркнуто аскетический образ жизни и продолжал руководить сопротивлением, в надежде на помощь извне.
Лахар, чтобы заплатить воинам, был вынужден переплавить храмовые драгоценности, в том числе и созданное Фидием золотое одеяние священной статуи Афины в Парфеноне. Согласно Павсанию, «все, что было сделано из серебра и из золота, все это похитил Лахар во время своей тирании». Также, в городе было созвано Народное собрание, которое постановило казнить каждого, кто заговорит о мире с Деметрием. Царь Египта Птолемей отправил на помощь Афинам 150 кораблей, однако они не смогли прорвать блокаду. Лахар, видя, что он не сможет выдержать осаду, был вынужден переодетым бежать в Фивы. После этого афиняне, около апреля 295 года до н. э., были вынуждены открыть городские ворота и сдаться. Сам Лахар был приговорён к смерти, а его потомки — к изгнанию.

### После бегства из Афин
Информация о дальнейшей жизни Лахара в античных источниках носит фрагментарный характер. Согласно Полиэну, Лахар покинул город в одежде раба, после чего сел на коня и пустился в бегство. По дороге он раскидывал золотые дарики, из-за чего преследовавшие его всадники делали остановки и Лахар смог оторваться от погони. Вначале он достиг Фив, где нашёл убежище. В 292 году до н. э., когда и этот город был захвачен Деметрием, был вынужден бежать в Дельфы, а оттуда к Лисимаху. Возможно, в Фивах Лахар также воевал против Деметрия. Выбор Лахаром для своего очередного убежища царства Лисимаха Х. Лунд связывала с тем, что на тот момент Лисимах был главным врагом Деметрия и, соответственно, там он мог рассчитывать на радушный приём. На службе у Лисимаха он участвовал в обороне Сеста, бежал из захваченного города в Лисимахию, а оттуда в Кассандрию. Местный тиран Аполлодор, около 279/278 года до н. э., постановил изгнать Лахара из своих владений. Затем он очутился в Коронее. Согласно Павсанию, коронейцы заподозрили Лахара в том, что он припрятал украденные в храмах Афин богатства. Бывший афинский тиран был схвачен, а затем убит.

## Оценки
Павсаний охарактеризовал Лахара самым жестоким из всех тиранов по отношению к людям и самым нечестивым по отношению к богам. По мнению Г. Берве, такая характеристика не соответствует действительности. В античных источниках нет каких-либо свидетельств о творимых им бесчинствах. В Афинах продолжали функционировать Народное собрание и другие магистратуры, хоть их работа и носила формальный характер. По мнению И. Е. Сурикова, за пять лет правления в Афинах Лахар не совершил ничего достойного упоминания. Б. Г. Гафуров и Д. И. Цибукидис, напротив, связывали с именем Лахара военную реформу введения добровольной службы в народном ополчении взамен обязательной воинской повинности.
Афинянам Лахар запомнился тем, что разграбил древние святыни. Согласно Плутарху, некоторые даже «осмеливались» говорить, что он «ободрал Афину» сняв с её статуи работы Фидия в Парфеноне золотые одежды. Афиней приводит цитату из комедии «Ареопагит» без указания авторства: «Как обобрал Лахар Афину бедную,/ Так оберу тебя за пустословие». Г. Берве отмечал, что афиняне и до Лахара периодически, во время крайней нужды, использовали храмовые драгоценности. Однако, в данном случае, оно не было подтверждено решением Народного собрание и было воспринято афинянами как акт тирании.
Х. Хабихт считал, что Лахар «долго и храбро» противостоял искушённому в искусстве осады Деметрию Полиоркету. Г. Берве отмечал, что афиняне боялись мести со стороны Деметрия Полиоркета. Именно этот факт, а не любовь к Лахару, заставил их терпеть нужду и голод, а также принять решение о смертной казни любого, кто заговорит о сдаче города.